# 徐祥德
徐祥德（1942年7月—），浙江余姚人，中国气象学家，长期从事天气气候动力学、非线性理论模型及大气环境研究。2009年12月当选为中国工程院院士。

## 简历
1968年毕业于南京气象学院，1979年取得硕士学位。1987到1988年到美国迈阿密大学进行数值预报模式与理论研究。1990到1992年任天津市气象局副总工程师。1992年后历任中国气象科学研究院所长、副院长等职。

## 头衔
- 全球水伙伴中国委员会委员、理事
- CEOP国际现场观测设计
- 世界气象组织（WMO）大气环境专家组成员
- 中国现场统计学会、中国计算物理学会主任委员、常务理事
- SCI类国际“边界层气象杂志”、《计算物理》编委
- 兰州大学、湖南大学等高校兼职教授